# Petrich
Petrich là một thị trấn thuộc tỉnh Blagoevgrad, Bungaria. Dân số thời điểm năm 2011 là 28784 người.
Petrich nằm gần biên giới với Hy Lạp và Bắc Macedonia. Ngã tư vào Bắc Macedonia được gọi là Novo Selo-Petrich, vì khu định cư đầu tiên xuyên biên giới là Novo Selo.
Đỉnh Petrich trên đảo Livingston thuộc quần đảo Nam Shetland, Nam Cực được đặt tên theo Petrich. Đây là nơi diễn ra cuộc chiến chớp nhoáng giữa Hy Lạp và Bulgaria năm 1925.

## Dân số
Dân số trong giai đoạn 2004-2011 được ghi nhận như sau:
| Năm | 2004  | 2005  | 2006  | 2007  | 2008  | 2009  | 2010  | 2011  |
| --- | ----- | ----- | ----- | ----- | ----- | ----- | ----- | ----- |
| Dân số | 30092 | 30013 | 29785 | 29776 | 29862 | 29920 | 29836 | 28784 |
| From the year 1962 on: No double counting—residents of multiple communes (e.g. students and military personnel) are counted only once. |       |       |       |       |       |       |       |       |